# Lifeblood
Lifeblood je sedmé studiové album velšské rockové skupiny Manic Street Preachers. Jeho nahrávání probíhalo během roku 2003 v New Yorku, Walesu a Irsku. Album produkovali Tony Visconti, Tom Elmhirst a Greg Haver a vyšlo v listopadu 2004 u vydavatelství Epic Records.

## Seznam skladeb
Hudbu složil(i) James Dean Bradfield a Sean Moore, texty napsal(i) Nicky Wire.
| Pořadí | Název                     | Délka |
| ------ | ------------------------- | ----- |
| 1.     | 1985                      | 4:08  |
| 2.     | The Love of Richard Nixon | 3:38  |
| 3.     | Empty Souls               | 4:05  |
| 4.     | A Song for Departure      | 4:20  |
| 5.     | I Live to Fall Asleep     | 3:57  |
| 6.     | To Repel Ghosts           | 3:58  |
| 7.     | Emily                     | 3:34  |
| 8.     | Glasnost                  | 3:14  |
| 9.     | Always/Never              | 3:42  |
| 10.    | Solitude Sometimes Is     | 3:21  |
| 11.    | Fragments                 | 4:02  |
| 12.    | Cardiff Afterlife         | 3:27  |

## Obsazení
Manic Street Preachers
- James Dean Bradfield – zpěv, kytara
- Sean Moore – bicí, programované bicí
- Nicky Wire – baskytara

Ostatní hudebníci
- Nick Nasmyth - klávesy
- Jeremy Shaw - klávesy
- Greg Haver - perkuse